# Jacob Gade
Jacob Thune Hansen Gade (Vejle, Jutlàndia, Dinamarca, 29 de novembre de 1879 - 20 de febrer de 1963), fou un compositor i violinista danès. Gade, que a començaments del segle XX es guanyava la vida tocant el violí als restaurants i teatres de Copenhaguen, va arribar a ser director de la gran orquestra Palads Cinema d'aquesta ciutat, malgrat que mai va tenir una educació musical formal.
Avui és recordat per una sola cançó, Tzigane Tango Jalousie, també coneguda com a Tango Jalousie, o, simplement, Gelosia. Aquest tango, escrit per acompanyar una pel·lícula muda quan Gade era el líder de l'orquestra del Cinema Palads, va ser un èxit internacional immediat. Es va estrenar un 14 de setembre de 1925. Des del començament del cinema sonor va aparèixer en més de 100 pel·lícules, i al llarg del temps, la composició va ser enriquida amb lletres en diversos idiomes.
Alguns crítics musicals afirmen que Jalousie (1925) no és un tango genuí, ja que va ser compost per la pel·lícula muda nord-americana, Don Q, the són of the Zorro ("Don Q, el fill del Zorro"), protagonitzada per Douglas Fairbanks. Tot i això, és un dels tangos més famosos actualment a tot el món. A partir de llavors va acabar la seva carrera com a violinista i es va dedicar a treballar en obres orquestrals més ambicioses, però que mai van arribar a la mateixa celebritat del seu tango Gelosia. Les regalies d'aquesta cançó li van permetre a Gade dedicar-se a temps complet a la composició per la resta de la seva vida. Els seus drets d'autor actualment financen una fundació per a joves músics.

## Usos de la música
La següent llista proporciona detalls sobre les pel·lícules que han utilitzat el 'Tango Jalousie' en la informació sobre Bandes sonores obtinguda a partir d'Internet Movie Database d'Amazon.com ©
1. Vides furtives (The Man Who Cried) (2000)
2. Brusten Himmel (Swedish film) (1982)
3. Death on the Nile (1978)
4. Silent Movie (1976)
5. Painting the Clouds with Sunshine (1951)
6. Anchors Aweigh (1945)
7. Don Q, Son of Zorro (1925)